# Kidd Jordan
Kidd Jordan (5. května 1935 Crowley, Louisiana, USA – 7. dubna 2023) byl americký jazzový saxofonista a klarinetista. Po dokončení Southern University v Baton Rouge přesídlil do New Orleans, kde vystupoval s mnoha hudebníky, jako byli Ray Charles a Guitar Slim. Mimo jazzu, kterému se věnoval po celou svou kariéru a nahrával například s Hamiet Bluiettem, Alanem Silvou, hrál například i na R&B nahrávkách (Larry Williams, Johnny Adams) nebo i s alternativní rockovou skupinou R.E.M.